# Koralslanger
Koralslanger er en stor gruppe af giftige slanger i familien giftsnoge, der kan opdeles i to forskellige grupper, den gamle verden koralslanger og den nye verden koralslanger. Der er 16 arter af den gamle verdens koralslanger i tre slægter (Calliophis, Hemibungarus og Sinomicrurus), og over 65 anerkendte arter af den nye verdens koralslanger i tre slægter (Leptomicrurus, Micruroides og Micrurus). Genetiske undersøgelser har vist, at de mest basale slægter er asiatiske, hvilket indikerer, at gruppen opstod i den gamle verden.

## Gamle Verden

### SlægtenCalliophis
Arter i denne slægt er:
- Calliophis beddomei M.A. Smith, 1943
- Calliophis bibroni (Jan, 1858)
- Calliophis bivirgatus (F. Boie, 1827)
- Calliophis castoe E.N. Smith, Ogale, Deepak & Giri, 2012
- Calliophis gracilis Gray, 1835
- Calliophis haematoetron E.N. Smith, Manamendra-Arachchi & Somweera, 2008
- Calliophis intestinalis (Laurenti, 1768)

Nota bene: En binomial myndighed i parentes angiver, at de arter, er oprindeligt blev beskrevet i en anden slægten end Calliophis.

### SlægtenHemibungarus
Arter i denne slægt er:
- Hemibungarus calligaster (Wiegmann, 1835)

### SlægtenSinomicrurus
Arter i denne slægt er:
- Sinomicrurus hatori (Takahashi, 1930)
- Sinomicrurus japonicus (Günther, 1868)
- Sinomicrurus kelloggi (Pope, 1928)
- Sinomicrurus macclellandi (J.T. Reinhardt, 1844)
- Sinomicrurus sauteri (Steindachner, 1913)

## Nye verden

### SlægtenLeptomicrurus
Arter i denne slægt er:
- Leptomicrurus collaris (Schlegel, 1837)
  - Leptomicrurus collaris collaris (Schlegel, 1837)
  - Leptomicrurus collaris breviventris (Roze & Bernal-Carlo, 1987)
- Leptomicrurus narduccii (Jan, 1863)
  - Leptomicrurus narduccii narduccii (Jan, 1863)
  - Leptomicrurus narduccii melanotus (W. Peters, 1881)

### SlægtenMicruroides
Arter i denne slægt er:
- Micruroides euryxanthus (Kennicott, 1860)
  - Micruroides euryxanthus australis Zweifel & Norris, 1955
  - Micruroides euryxanthus euryxanthus (Kennicott, 1860)
  - Micruroides euryxanthus neglectus Roze, 1967

### SlægtenMicrurus
Arter i denne slægt er:
- Micrurus alleni K.P. Schmidt, 1936
  - Micrurus alleni alleni K.P. Schmidt, 1936
  - Micrurus alleni richardi Taylor, 1951
  - Micrurus alleni yatesi Taylor, 1954
- Micrurus altirostris (Cope, 1860)
- Micrurus ancoralis (Jan, 1872)
  - Micrurus ancoralis ancoralis (Jan, 1872)
  - Micrurus ancoralis jani K.P. Schmidt, 1936
- Micrurus annellatus (W. Peters, 1871)
  - Micrurus annellatus annellatus (W. Peters, 1871)
  - Micrurus annellatus balzanii (Boulenger, 1898)
  - Micrurus annellatus bolivianus Roze, 1967
- Micrurus averyi K.P. Schmidt, 1939
- Micrurus bernadi (Cope, 1887)
- Micrurus bocourti (Jan, 1872)
- Micrurus bogerti Roze, 1967
- Micrurus browni K.P. Schmidt & H.M. Smith, 1943
  - Micrurus browni browni K.P. Schmidt & H.M. Smith, 1943
  - Micrurus browni importunus Roze, 1967
  - Micrurus browni taylori K.P. Schmidt & H.M. Smith, 1943
- Micrurus camilae Renjifo & Lundberg, 2003
- Micrurus catamayensis Roze, 1989
- Micrurus clarki K.P. Schmidt, 1936
- Micrurus corallinus (Merrem, 1820)
- Micrurus diana Roze, 1983
- Micrurus diastema (A.M.C. Duméril, Bibron & A.H.A. Duméril, 1854)
  - Micrurus diastema aglaeope (Cope, 1859)
  - Micrurus diastema alienus (F. Werner, 1903)
  - Micrurus diastema affinis (Jan, 1858)
  - Micrurus diastema apiatus (Jan, 1858)
  - Micrurus diastema diastema (A.M.C. Duméril, Bibron & A.H.A. Duméril, 1854)
  - Micrurus diastema macdougalli Roze, 1967
  - Micrurus diastema sapperi (F. Werner, 1903)
- Micrurus dissoleucus (Cope, 1860)
  - Micrurus dissoleucus dissoleucus (Cope, 1860)
  - Micrurus dissoleucus dunni Barbour, 1923
  - Micrurus dissoleucus melanogenys (Cope, 1860)
  - Micrurus dissoleucus meridensis Roze, 1989
  - Micrurus dissoleucus nigrirostris K.P. Schmidt, 1955
- Micrurus distans (Kennicott, 1860)
  - Micrurus distans distans (Kennicott, 1860)
  - Micrurus distans michoacanensis (Dugės, 1891)
  - Micrurus distans oliveri Roze, 1967
  - Micrurus distans zweifeli Roze, 1967
- Micrurus dumerilii (Jan, 1858)
  - Micrurus dumerilii antioquiensis K.P. Schmidt, 1936
  - Micrurus dumerilii carinicaudus K.P. Schmidt, 1936
  - Micrurus dumerilii colombianus (Griffin, 1916)
  - Micrurus dumerilii dumerilii (Jan, 1858)
  - Micrurus dumerilii transandinus K.P. Schmidt, 1936
  - Micrurus dumerilii venezuelensis Roze, 1989
- Micrurus elegans (Jan, 1858)
  - Micrurus elegans elegans (Jan, 1858)
  - Micrurus elegans veraepacis K.P. Schmidt, 1933
- Micrurus ephippifer (Cope, 1886)
  - Micrurus ephippifer ephippifer (Cope, 1886)
  - Micrurus ephippifer zapotecus Roze, 1989
- Micrurus filiformis (Günther, 1859)
  - Micrurus filiformis filiformis (Günther, 1859)
  - Micrurus filiformis subtilis Roze, 1967
- Micrurus frontalis (A.M.C. Duméril, Bibron & A.H.A. Duméril, 1854)
  - Micrurus frontalis brasiliensis Roze, 1967
  - Micrurus frontalis frontalis (A.M.C. Duméril, Bibron & A.H.A. Duméril, 1854)
  - Micrurus frontalis mesopotamicus Barrio & Miranda 1967
- Micrurus frontifasciatus (F. Werner, 1927)
- Micrurus fulvius (Linnaeus, 1766)
- Micrurus hemprichii (Jan, 1858)
  - Micrurus hemprichii hemprichii (Jan, 1858)
  - Micrurus hemprichii ortoni K.P. Schmidt, 1953
  - Micrurus hemprichii rondonianus Roze & da Silva, 1990
- Micrurus hippocrepis (W. Peters, 1862)
- Micrurus ibiboboca (Merrem, 1820)
- Micrurus isozonus (Cope, 1860)
- Micrurus langsdorffi (Wagler, 1824)
  - Micrurus langsdorffi langsdorffi (Wagler, 1824)
  - Micrurus langsdorffi ornatissimus (Jan, 1858)
- Micrurus laticollaris (W. Peters, 1870)
  - Micrurus laticollaris laticollaris (W. Peters, 1870)
  - Micrurus laticollaris maculirostris Roze, 1967
- Micrurus latifasciatus K.P. Schmidt, 1933
- Micrurus lemniscatus (Linnaeus, 1758)
  - Micrurus lemniscatus carvalhoi Roze, 1967
  - Micrurus lemniscatus diutius Burger, 1955
  - Micrurus lemniscatus frontifasciatus (F. Werner, 1927)
  - Micrurus lemniscatus helleri K.P. Schmidt & F.J.W. Schmidt, 1925
  - Micrurus lemniscatus lemniscatus (Linnaeus, 1758)
- Micrurus limbatus Fraser, 1964
  - Micrurus limbatus limbatus Fraser, 1964
  - Micrurus limbatus spilosomus Pérez-Higaredo & H.M. Smith, 1990
- Micrurus margaritiferus Roze, 1967
- Micrurus medemi Roze, 1967
- Micrurus mertensi K.P. Schmidt, 1936
- Micrurus mipartitus (A.M.C. Duméril, Bibron & A.H.A. Duméril, 1854)
  - Micrurus mipartitus anomalus (Boulenger, 1896)
  - Micrurus mipartitus decussatus (A.M.C. Duméril, Bibron, & A.H.A. Duméril, 1854)
  - Micrurus mipartitus mipartitus (A.M.C. Duméril, Bibron & A.H.A. Duméril, 1854)
  - Micrurus mipartitus semipartitus (Jan, 1858)
- Micrurus multifasciatus (Jan, 1858)
  - Micrurus multifasciatus multifasciatus (Jan, 1858)
  - Micrurus multifasciatus hertwigi (F. Werner, 1897)
- Micrurus multiscutatus Rendahl & Vestergren, 1940
- Micrurus nebularis Roze, 1989
- Micrurus nigrocinctus (Girard, 1854)
  - Micrurus nigrocinctus babaspul Roze, 1967
  - Micrurus nigrocinctus coibensis K.P. Schmidt, 1936
  - Micrurus nigrocinctus divaricatus (Hallowell, 1855)
  - Micrurus nigrocinctus mosquitensis K.P. Schmidt, 1933
  - Micrurus nigrocinctus nigrocinctus (Girard, 1854)
  - Micrurus nigrocinctus ovandoensis K.P. Schmidt & H.M. Smith, 1943
  - Micrurus nigrocinctus wagneri Mertens, 1941
  - Micrurus nigrocinctus yatesi Dunn, 1942
  - Micrurus nigrocinctus zunilensis K.P. Schmidt, 1932
- Micrurus pacaraimae Morato de Carvalho, 2002
- Micrurus pachecogili Campbell, 2000
- Micrurus paraensis da Cunha & Nascimento, 1973
- Micrurus peruvianus K.P. Schmidt, 1936
- Micrurus petersi Roze, 1967
- Micrurus proximans H.M. Smith & Chrapliwy, 1958
- Micrurus psyches (Daudin, 1803)
  - Micrurus psyches circinalis (A.M.C. Duméril, Bibron & A.H.A. Duméril, 1854)
  - Micrurus psyches donosoi Hoge, Cordeiro & Romano, 1976
  - Micrurus psyches psyches (Daudin, 1803)
- Micrurus putumayensis Lancini, 1962
- Micrurus pyrrhocryptus (Cope, 1862)
- Micrurus remotus Roze, 1987
- Micrurus renjifoi Lamar, 2003
- Micrurus ruatanus (Günther, 1895) - Roatán coral snake
- Micrurus sangilensis Nicéforo-María, 1942
- Micrurus scutiventris (Cope, 1869)
- Micrurus silviae Di-Bernardo et al., 2007
- Micrurus spixii (Wagler, 1824)
  - Micrurus spixiii martiusi K.P. Schmidt, 1953
  - Micrurus spixii obscurus (Jan, 1872)
  - Micrurus spixii princeps (Boulenger, 1905)
  - Micrurus spixii spixii (Wagler, 1824)
- Micrurus spurelli (Boulenger, 1914)
- Micrurus steindachneri (F. Werner, 1901)
  - Micrurus steindachneri orcesi Roze, 1967
  - Micrurus steindachneri steindachneri (F. Werner, 1901)
- Panamanian coral snake, Micrurus stewarti Barbour & Amaral, 1928
- Micrurus stuarti Roze, 1967
- Aquatic coral snake, Micrurus surinamensis (Cuvier, 1817)
  - Micrurus surinamensis nattereri K.P. Schmidt, 1952
  - Micrurus surinamensis surinamensis (Cuvier, 1817)
- Micrurus tamaulipensis Lavin-Murcio & Dixon, 2004
- Micrurus tener (Baird & Girard, 1853)
  - Micrurus tener fitzingeri (Jan, 1858)
  - Micrurus tener maculatus Roze, 1967
  - Micrurus tener microgalbineus Brown, & H.M. Smith, 1942
  - Micrurus tener tener (Baird & Girard, 1853)
- Micrurus tricolor Hoge, 1956
- Micrurus tschudii (Jan, 1858)
  - Micrurus tschudii olssoni K.P. Schmidt & F.J.W. Schmidt, 1925
  - Micrurus tschudii tschudii (Jan, 1858)